# Hypolimnas curiosa
Hypolimnas curiosa is een vlinder uit de familie Nymphalidae. De wetenschappelijke naam van de soort is voor het eerst geldig gepubliceerd in 1915 door Charles Swinhoe.